# Fairchild T-46
Il Fairchild T-46 "Eaglet" è stato un aereo da addestramento progettato e costruito negli anni ottanta del XX secolo e rimasto allo stadio di prototipo.

## Storia del progetto

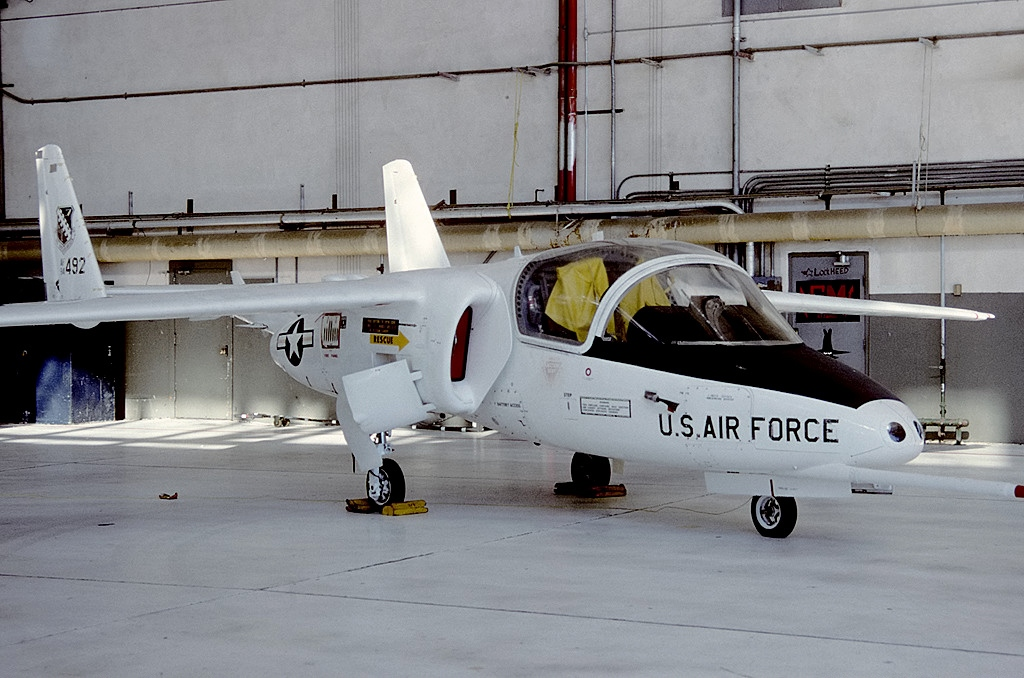
Il primo prototipo (matricola 84-0492) del Fairchild T-46.

Consapevole di dover sostituire gli addestratori a reazione Cessna T-37 Tweet allora in servizio, nel 1979 l'US Air Force avviò uno studio preliminare, e nel febbraio dell'anno successivo emise la specifica NGT (Next Generation Trainer) che fu sottoposta alle industrie aeronautiche. Molte aziende, anche estere, presentarono proposte, e tra di esse vennero scelti come finalisti i modelli Cessna TFT-37D, Rockwell NT-1 e Fairchild FCR-225. Quest'ultima richiese alla Ames Industries di Bohemia, New York, la costruzione di un dimostratore in scala ridotta al 62%, realizzato in fibra di vetro e carbonio, e propulso da due reattori turbogetto Microturbo TRS 18-056 dalla spinta di 100 kgf (0,98 kN; 220,46 lbf) ciascuno.
Designato Model 73 NGT Eaglet, la ditta ne affidò la valutazione alla Rutan Aicraft Factory di Mojave, California. Esso volò per la prima volta il 10 settembre 1981 nelle mani del collaudatore Burt Rutan, che sul deserto del Mojave totalizzò 25 ore di volo. Uno dei requisiti principali della specifica NGT era che il nuovo aereo potesse entrare in vite, uscendone facilmente, e ciò fu dimostrato dal Model 73. 
Al termine della selezione finale, il 2 luglio 1982 fu dichiarato vincitore il modello Fairchild-Republic FCR-225 con la sigla T-46A e ne fu ordinata la costruzione di 2 prototipi, 2 cellule per le prove statiche, e 10 esemplari di serie. Era prevista la realizzazione di una prima serie di 54 esemplari, con una seconda serie prevista di 22. Si prevedeva la costruzione di un totale di 650 esemplari di T-46 entro il marzo del 1992, per un valore totale del contratto di 3,44 miliardi di dollari. Né del Cessna TFT-37D e né del Rockwell NT-1 fu ordinata la costruzione di alcun prototipo.

## Tecnica
Aereo da addestramento, monoplano, monomotore, biposto. L'ala era posta in posizione alta. La fusoliera terminava con un impennaggio di coda bideriva del tipo a "H". Il carrello d'atterraggio era del tipo triciclo anteriore, completamente retrattile, con il ruotino anteriore orientabile. I propulsori erano due turboventola Garrett F-109-GA100 capaci di generare una spinta di 5,92 kN (1 330 lbf) ciascuno. La cabina di pilotaggio, pressurizzata, era biposto, e conteneva allievo e istruttore posizionati su due seggiolini eiettabili affiancati. Essi erano dotati di un sistema di espulsione rapida sequenziale, affinché non si scontrassero al momento del lancio.

## Impiego operativo

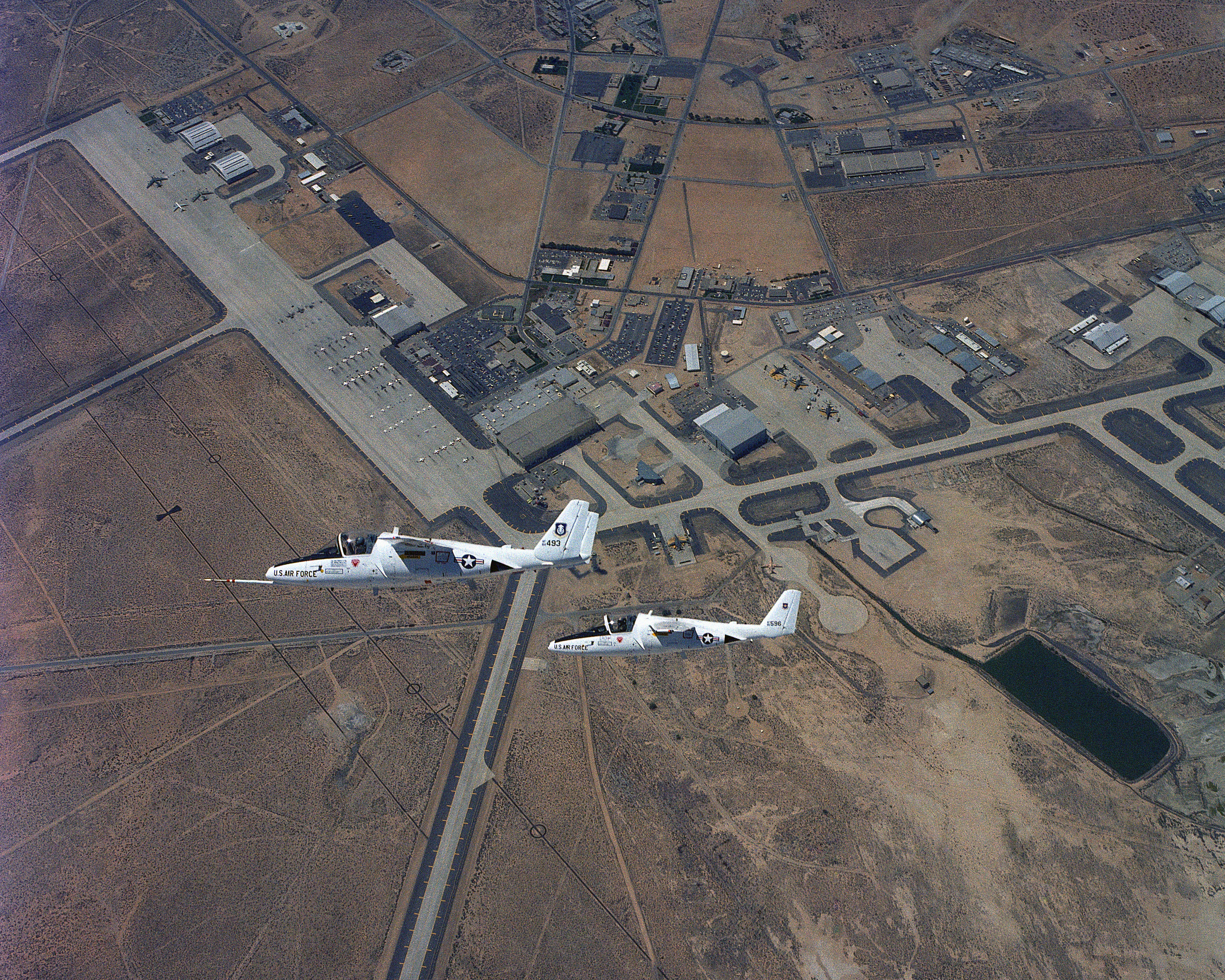
Due esemplari di T-46 circuitano sopra la Edwards AFB il 24 aprile 1987.

Dal momento in cui fu dichiarata vincitrice la proposta della Fairchild, il programma iniziò ad accumulare ritardi su ritardi. Il primo prototipo andò in volo per la prima volta sulla Edwards Air Force Base il 15 ottobre 1985, nelle mani del collaudatore James E. Martinez, con sei mesi di ritardo sulla data prevista, che era stata preventivata per il 15 aprile. Inoltre i costi erano aumentati in modo significativo durante la fase di sviluppo, con un costo unitario previsto che passava da 1,5 milioni di dollari nel 1982 ai 3 milioni del febbraio 1985. In quell'anno era entrata in vigore la Legge Graham-Rudman-Hollings che prevedeva, in caso un programma presentasse notevoli incrementi di spesa, che per limitare e mantenere sotto controllo il debito nazionale degli Stati Uniti d'America esso dovesse essere cancellato. Mentre i collaudi in volo dei prototipi non facevano registrare grossi problemi, il Segretario di stato all'aeronautica Russell A. Rourke annullò l'acquisto del T-46, consentendo al tempo stesso un limitato sviluppo del velivolo. Furono fatti tentativi presso il Congresso al fine di riprendere il programma di produzione, che provocarono un ritardo nell'approvazione del bilancio del 1987 (Fiscal Year 1987). Venne approvato un emendamento alla legge di bilancio di quell'anno che vietava qualsiasi ulteriore spesa per il nuovo addestratore finché non fosse stata effettuata un'accurata valutazione comparativa del T-46 con il T-37 o altri aerei da addestramento. 
Il programma fu poi definitivamente cancellato e ciò causò il fallimento della Fairchild Republic Corporation, con conseguente chiusura dello storico stabilimento di Farmingdale, stato di New York. Ciò fu annunciato il 13 marzo 1987, e la chiusura dello stabilimento avvenne entro il 31 dicembre dello stesso anno. Vi era il potenziale per alcune vendite all'estero, nel ruolo di addestratore o di attacco al suolo leggero designata AT-46A.

## Utilizzatori
Stati Uniti
- United States Air Force

## Esemplari attualmente esistenti
Sia i tre prototipi che il dimostratore Model 73 sono stati preservati e musealizzati.
- 84-0492 attualmente esposto presso l'Air Force Flight Test Center Museum sulla Edwards Air Force Base, California.
- 84-0493 attualmente esposto presso il National Museum of the United States Air Force di Dayton, Ohio.
- 85-1596 immagazzinato presso l'Aerospace Maintenance and Regeneration Center è ora esposto preso il Pima Air Museum, Arizona.
- Model 73 NGT Flight Demonstrator è esposto presso il Cradle of Aviation Museum, New York.

### Annotazioni
1. ↑  L'aereo era stato spedito dallo stabilimento di Hegerstown alla Edwards AFB su un velivolo da trasporto Lockheed C-5 Galaxy.

### Fonti
1. ↑  Braybrook 1985, p. 276.
2. ↑  Sgarlato 2020, p. 66.
3. 1 2  Flug Revue.
4. 1 2 3 4 5  Global Security.
5. ↑  Sgarlato 2020, p. 67.
6. ↑  Braybrook 1985, p. 274.
7. 1 2 3 4 5 6 7  Aviations Militaires.
8. 1 2 3 4 5 6  Sgarlato 2020, p. 68.
9. ↑  Braybrook 1985, pp. 275-276.
10. 1 2 3  Mormillo 1986, p. 650.
11. 1 2 3  Braybrook 1985, p. 275.
12. 1 2  Sgarlato 2020, p. 69.
13. ↑  Graham Warwick, "T-46: A Class Apart", in Flight International, 13 april 1985, pagg. 24-29.